# Trokadero
Trokadero ist eine 1980 entstandene, deutsch-österreichische Tragikomödie von Klaus Emmerich mit Ludwig Hirsch und Franz-Xaver Kroetz als zwei Lebens- und Überlebenskünstler in den Hauptrollen.

## Handlung
Theo Bichler ist ein Traumtänzer und Lebenskünstler aus München, der jedoch nie etwas handfestes Eigenes auf die Beine gestellt hat. Nun eröffnet er in der niederbayerischen Provinz mit einer alten Freundin, der Eva, die er meist „Hasi“ nennt, eine Bierkneipe, die aber von den Alteingesessenen notorisch gemieden wird. Eine nicht weniger verkrachte Existenz ist Wendelin, der ebenfalls von der Hand in den Mund lebt und sich als Textilvertreter durchschlägt, kleine Betrügereien inklusive. Beide Männer, klassische voralpine Verlierertypen, lernen sich in der Pinte kennen.
Windhund Wendelin meint, eine bombige Idee zu haben, als er vorschlägt, aus dem langweiligen Beisl einen lustversprechenden Striptease-Laden zu machen. Einen passenderen, internationales Flair verheißenden Namen hat er auch schon gefunden: Das „Trokadero“. Doch erwartungsgemäß laufen die Dinge auf dem Lande nicht so wie man es sich das im kosmopolitischen München durchaus vorstellen könnte: Gutgebaute und entkleidungswillige Mädchen, für einen handfesten Striptease unabdingbar, sind ebenso schwer zu finden. Und auch ein vorzeigbares Unterhaltungsprogramm ist nicht so leicht auf die Beine zu stellen. Die Landbevölkerung macht daher nach dem schwachen Einstand ihrem aus Enttäuschung geborenen Ärger Luft, und die erboste Dorfjugend zerlegt das „Trokadero“ erst einmal nach handfest-bajuwarischer Art. 
Doch die Traumtänzer Theo und Wendelin lassen sich vor diesem ersten Rückschlag nicht entmutigen. Sie glauben, dass nur die „Think Big“-Methode zum Erfolg führen könne: Eine ganze Kette von Freizeitoasen mit erotischem Unterhaltungsprogramm, Ganzkörpermassagen und „Modellen“ müsse her. Deswegen gehen die beiden Männer auf große Einkaufstour nach München, um im dortigen „Milieu“ fündig zu werden. Erwartungsgemäß zeigt ihnen das dortige Rotlichtviertel mit seinem gut durchorganisierten Zuhälterumfeld rasch die rote Karte. Desillusioniert kehren Theo und Wendelin ins „Trokadero“ zurück und spinnen schon an neuen Träumereien.

## Produktionsnotizen
Trokadero, eine Film-Fernseh-Coproduktion, entstand zwischen dem 19. März und dem 15. Mai 1980 in München und Umgebung, Grafing und der Schloßgaststätte Falkenberg in Moosach. Die Uraufführung fand am 24. April 1981 in Stuttgart statt.
Milan Bor sorgte für den Ton, Lilo Nöbauer kreierte die Kostüme, Jochen Schuhmacher war für die Ausstattung zuständig.
Drehbuchautor Jörg Graser hatte bereits unmittelbar zuvor mit einem weiteren Dialektfilm, Der Mond ist nur a nackerte Kugel, einen Achtungserfolg gelandet.

## Kritik
Hans-Christoph Blumenberg schrieb in der Zeit, es mache „Spaß, den beiden Hauptdarstellern Ludwig Hirsch … und Franz Xaver Kroetz zuzuschauen.“ So könne man sich „auch eine Fortsetzung (‚Theo und Wendelin am Nil‘) gut vorstellen“.
Im Spiegel vom 13. April 1981 heißt es, der Film „läßt sich urig an, stolpert aber bald tief und tiefer in Witzeleien, und lebt am Ende nur noch vom überwältigenden Strizzi-Charme des Wiener Liedermachers Ludwig Hirsch.“
Das Lexikon des Internationalen Films sah in dem Film „Ein modernes Märchen mit teils pfiffigen Gags, die bis ins Tragikomische und Groteske reichen. Die erheiternden Einfälle lassen sich jedoch nicht auf programmfüllende Länge strecken, so daß das Schicksal der traurigen Helden insgesamt kaum fesselt.“